# Marc Balaguer
Marc Balaguer Roca (Sabadell, Barcelona; 4 de octubre de 1995) es un actor español.
Debutó como personaje de la película de Pau Freixas Herois (Héroes), y después en la televisión en la serie del canal TV3 Polseres vermelles, del mismo director y también con el guion de Albert Espinosa. En la serie interpreta a Toni, un chico  con síndrome de Asperger, es el inteligente del grupo. En una entrevista afirma que, en algunos casos, no le gusta ser famoso. Marc Balaguer es especialmente "el listo" en Pulseras rojas (Polseres vermelles).

## Filmografía

### Televisión
- 2011-2013: Polseres vermelles en TV3 como Toni.
- 2012: Polònia (Varios personajes).
- 2016: Cites en TV3
- 2022: Todos mienten en Movistar+ como Óscar.

## Cine
- 2010: Herois como Colo.
- 2012: Niños salvajes.
- 2014: Messi (documental) como Lionel Messi.
- 2016: 100 metros.
- 2021: Las leyes de la frontera.